# Yuki Matsuzaki
Yuki Matsuzaki (松崎 悠希 Matsuzaki Yuki?), nació el 24 de septiembre de 1981 en prefectura de Miyazaki, es un actor de Japón que ha aparecido en películas y televisión. 
Matsuzaki apareció en la Cartas desde Iwo Jima (dirigida por Clint Eastwood) y en La Pantera Rosa 2 (dirigida por Harald Zwart).

## Filmografía
- 2006 - Cartas desde Iwo Jima como Nozaki
- 2009 - La Pantera Rosa 2 como Kenji Mazuto